# 老桥 (马里博尔)
老桥或者称为国家桥（[Državni most] 错误：{{Lang}}：文本有斜体标记（帮助））主桥（[Glavni most] 错误：{{Lang}}：文本有斜体标记（帮助））德拉瓦桥（[Dravski most] 错误：{{Lang}}：文本有斜体标记（帮助））是斯洛文尼亚东北部的马里博尔跨越德拉瓦河的桥梁。
此桥建成于1913年，并于同年8月23号通车，在二战期间，这座桥被损坏后又重建，最近一次翻修是在1990年到1998年。

## 图集

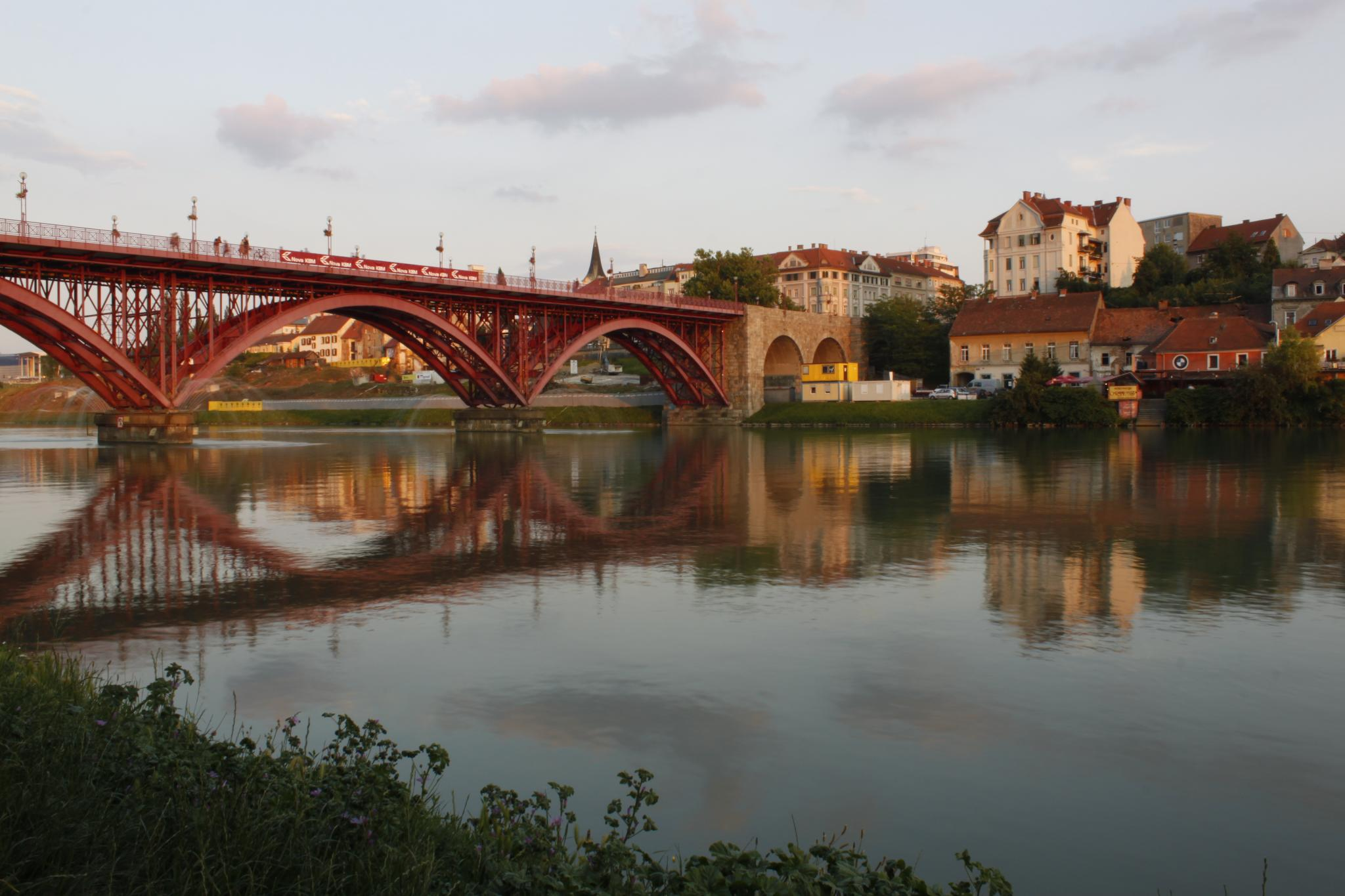
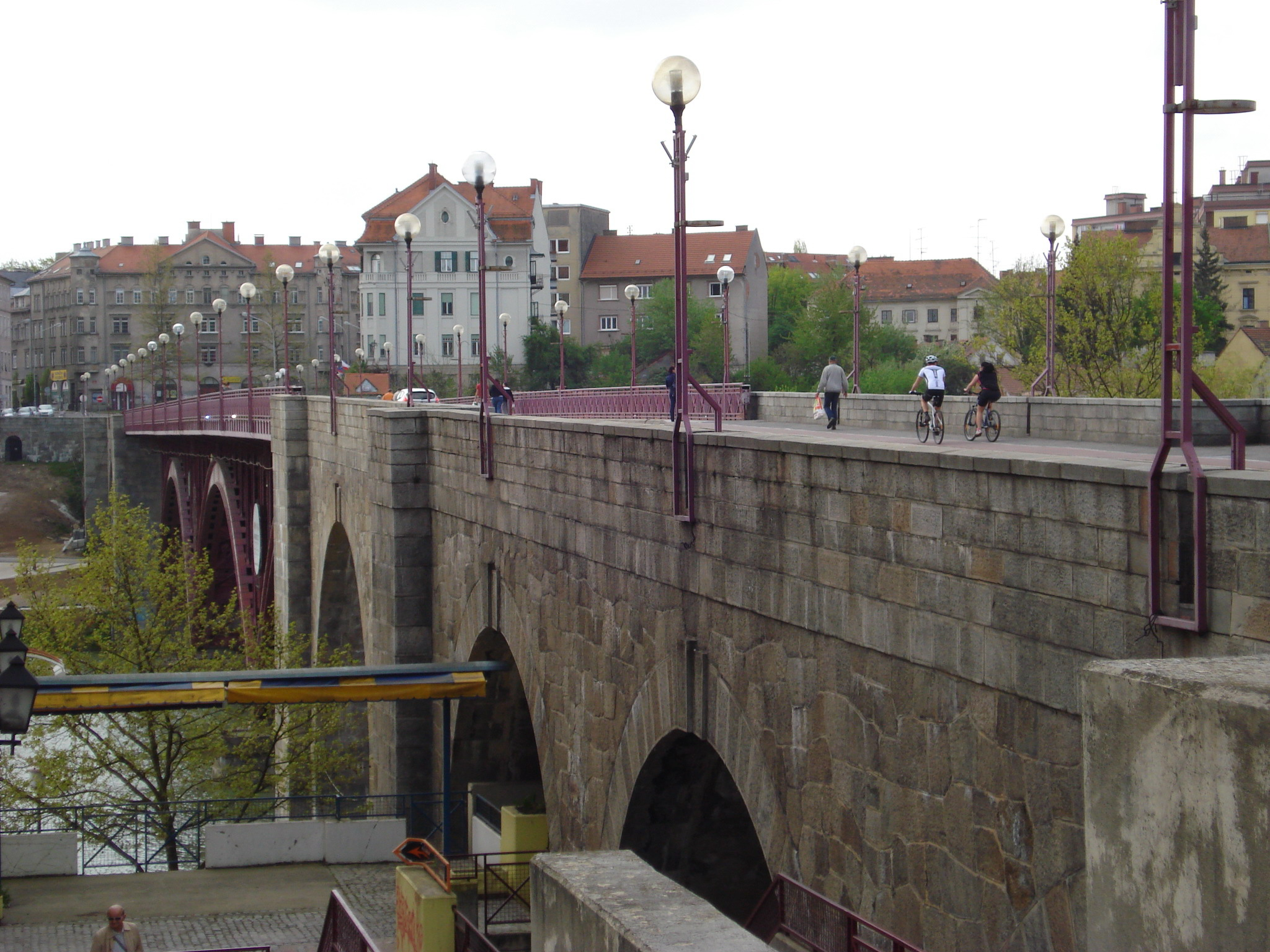
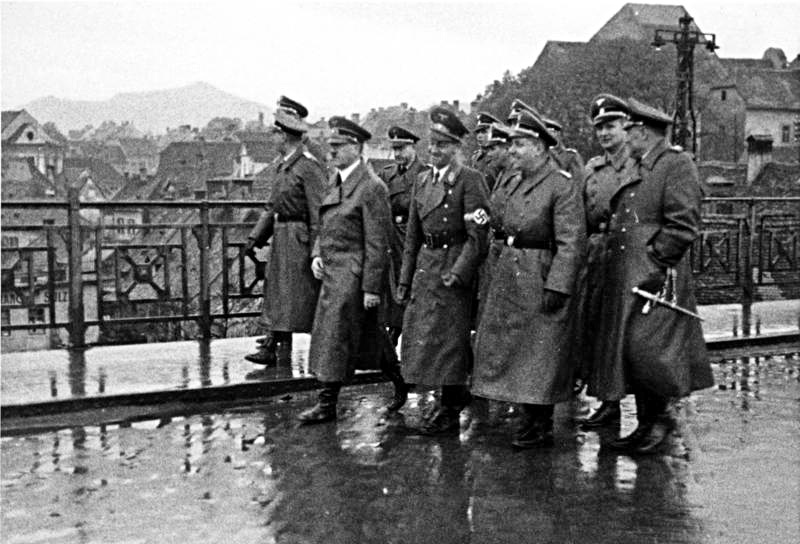
941年4月阿道夫·希特勒视察老桥
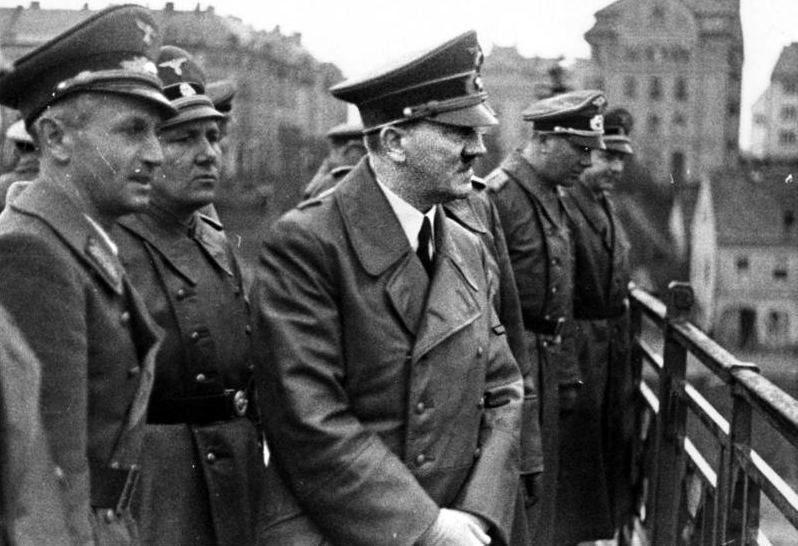